# Marecidia achrysa
Marecidia achrysa là một loài bướm đêm thuộc phân họ Arctiinae, họ Erebidae.